# Michael Gwosdz

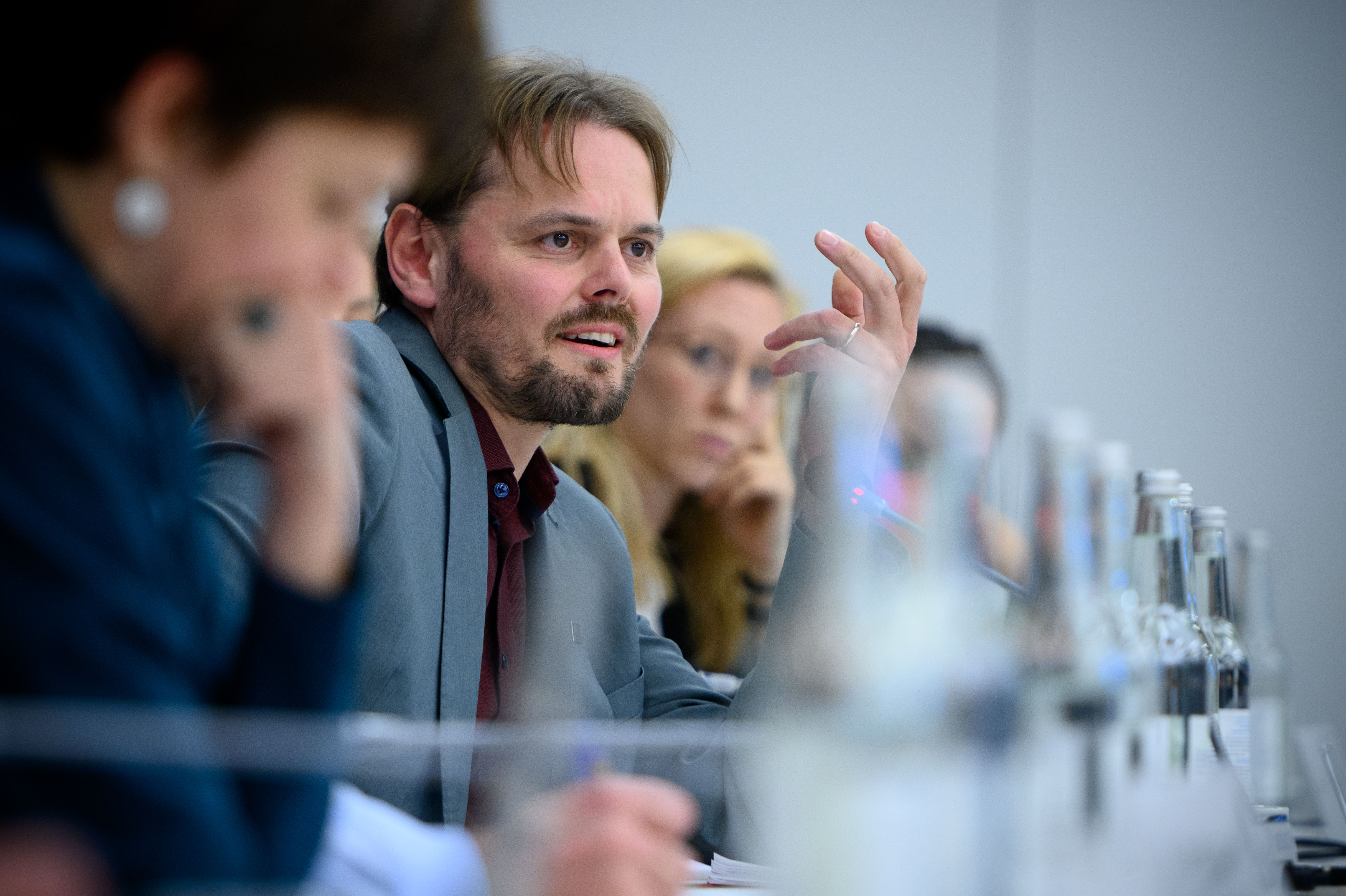
Michael Gwosdz, 2022

Michael Gwosdz [gvoːt͡s] (* 14. November 1974 in Freiburg im Breisgau) ist ein deutscher Politiker von Bündnis 90/Die Grünen Hamburg. Seit 2020 ist erneut Mitglied der Hamburgischen Bürgerschaft, der er bereits von 2008 bis 2011 angehörte.

## Leben
Michael Gwosdz wuchs in Nürnberg auf und war dort in der evangelischen Kinder- und Jugendarbeit aktiv. Seinen Zivildienst absolvierte er ab 1994 in Erlangen. 1998 zog er wegen des Studiums mit seiner Frau nach Hamburg. Von 2002 bis 2010 arbeitete er als Diplom-Politologe im Haus Rissen, einer Einrichtung der politischen Erwachsenenbildung mit dem Schwerpunkt Europa- und Umweltpolitik. Seit 2010 leitet Gwosdz die Zentrale Anlaufstelle Anerkennung der Diakonie Hamburg.

## Politik
Michael Gwosdz trat 1994 der Partei Bündnis 90/Die Grünen bei und wurde ein Jahr später Mitglied im Kreisvorstand in Erlangen. Dieses Amt übte er bis 1998 aus. Von 2006 bis 2010 war er Mitglied im Kreisvorstand der GAL 1 in Altona, ab 2007 als Schatzmeister.
2008 rückte er als Wahlkreiskandidat für Christian Maaß im Wahlkreis 4 Blankenese in die Hamburgische Bürgerschaft nach. Winfried Sdun, der auf Platz zwei vor Michael Gwosdz auf der Wahlkreisliste der GAL stand, hatte das Mandat abgelehnt. In der Bürgerschaft vertrat er die GAL-Fraktion als Sprecher für Schule, Berufs- und Weiterbildung und gehörte als Mitglied dem Schulausschuss sowie als stellvertretendes Mitglied dem Europa- sowie dem Umweltausschuss an. Ab dem 26. Januar 2010 vertrat er Hamburg als stellvertretendes Mitglied im Ausschuss der Regionen. Bei der Wahl 2011 verpasste er den Wiedereinzug in das Landesparlament.
Im Oktober 2011 wurde er als Schatzmeister in den Vorstand des Hamburger Landesverbandes der grünen Partei gewählt. Auf der Landesmitgliederversammlung am 29. November 2014 zur Aufstellung der Landesliste für die Bürgerschaftswahl 2015 wurde Gwosdz auf den Listenplatz 6 gewählt, verpasste jedoch einen erneuten Einzug in die Bürgerschaft. Ein mögliches Mandat in der Bezirksversammlung Eimsbüttel als Nachrücker für die in die Bürgerschaft gewählte Bezirksabgeordnete Anna Gallina nahm er nicht an.
Nach Beginn der rot-grünen Koalition im Senat Scholz II trat der gesamte Landesvorstand unter dem Vorsitz von Katharina Fegebank zurück. Auf einer Landesmitgliederversammlung am 30. Mai 2015 kandidierte Gwosdz für das Amt des stellvertretenden Landesvorsitzenden und wurde mit 93,2 % der Stimmen gewählt. Gwosdz folgt in diesem Amt auf Manuel Sarrazin, der nicht erneut kandidierte. Dieses Amt hatte er bis Juno 2017 inne.
Zur Bürgerschaftswahl 2020 kandidierte Gwosdz im Wahlkreis 5 Rotherbaum – Harvestehude – Eimsbüttel-Ost und auf dem Landeslistenplatz 14. Er wurde über die Landesliste wieder als Abgeordneter gewählt. Von April bis Juni 2020 war er dort Vorsitzender des Eingabenausschusses. Seit 15. Juni 2020 ist er als Parlamentarischer Geschäftsführer Teil des Fraktionsvorstandes der grünen Bürgerschaftsfraktion. Seit Januar 2021 ist er Vorsitzender des Ausschusses für Soziales, Arbeit und Integration. Für seine Fraktion ist er Fachsprecher für die Themen Flucht und Religion und Mitglied im Ausschuss für Soziales, Arbeit und Integration, im Verfassungs- und Bezirksausschuss, im Eingabenausschuss, im Unterausschuss Parlamentsrecht und Geschäftsordnung, im Schulausschuss, im Kontrollausschuss zur parlamentarischen Kontrolle des Senats auf dem Gebiet des Verfassungsschutzes sowie im Parlamentarischen Untersuchungsausschuss: „Cum-Ex Steuergeldaffäre“.
Für die Bundestagswahl 2021 wurde Gwosdz auf Platz 10 der Landesliste der Hamburger Grünen gewählt. Er verfehlte den Einzug in den Bundestag.
Bei der Bürgerschaftswahl 2025 zog er erneut in die Bürgerschaft ein. Anschließend wurde er gemeinsam mit Sina Imhof zum Vorsitzenden der dortigen Grünen-Fraktion gewählt.

### Kontroverse um das Täterprofil von Vergewaltigern
Am 9. Januar 2016 sorgte Gwosdz in sozialen Medien für Entrüstung sowie in Teilen der deutschen Presse für Widerspruch, als er im Zusammenhang mit den sexuell motivierten Angriffen von Köln auf hunderte von Frauen um den Kölner Hauptbahnhof in der Silvesternacht 2015/2016 äußerte: „Als Mann weiß ich, jeder noch so gut erzogene und tolerante Mann ist ein potenzieller Vergewaltiger. Auch ich. Wir Männer müssen uns dessen bewusst sein – nur dann sind wir auch in der Lage, erkennen zu können, wenn sexuelle Gewalt und Nötigung beginnt. (…) Wer das nicht für sich selbst akzeptiert, wird mit dem Erkennen von Grenzen Schwierigkeiten haben.“
Gwosdz nahm die Äußerung, die auf „Alle Männer sind potentielle Vergewaltiger“ verkürzt wurde, nicht zurück, entschuldigte sich aber noch am gleichen Tag unter anderem mit den Worten, er habe die Gewalterfahrungen der Frauen von Köln nicht verharmlosen wollen und es tue ihm leid, wenn Männer sich durch seine Worte persönlich angegriffen fühlten. Da die Äußerungen nicht unter einen Straftatbestand fielen, wurden Ermittlungen auf Grund einiger Strafanzeigen nach kurzer Zeit wieder eingestellt.